# Афанасій (преторіанський префект)
Афанасій (д/н — після 552) — державний діяч, дипломат Візантійської імперії.

## Життєпис
Про походження замало відомостей. Втім, можливо, належав до знаті або сенатського стану. Перші згадки належать до 536 року, коли Афанасія разом із правником Петром відправлено до Італії, де за попередньою домовленістю вони повинні були прийняти капітуляцію остготського короля Теодата. Проте останній дізнався про невдачі візантійців в Далмації та загибель полководця Мунда, тому арештував візантійських посланців. Афанасія з Петром звільнив у червні або липні 539 року новий король Вітігес в обмін на остготських посланців до Персії, яких захопили візантійці.
По поверненню до Константинополя Афанасія призначено преторіанським префектом Італії. У 540 році повертається до Апеннінського півострова. Про його діяльність на посаді замало відомостей. Вважається, що займався впровадженням імператорських наказів щодо відновлення порядків часів Римської імперії. Також сприяв у забезпеченні війська на чолі з Велізарієм. 542 році йому на зміну призначили Максиміна, але вважається, що Афанасій залишався в Італії до 544 року (можливо перебував на Сицилії).
У 545 році призначено преторіанським префектом Африки, але прибув лише у 546 році. Невдовзі стався заколот Гонтаріка, дукса Нумідії, який вбив військового магістра Ареобінда, а Афанасія запроторив за ґрати. Останнього відновив на посаді Артабан, що повалив Гонтаріка, відновивши імператорську владу в Карфагені. Надалі забезпечував цивільне управління префектурою, взаємодіючи з військовим магістром Іоанном Троглітою. У 548—550-х роках після замирення берберів сприяв відновленню господарської діяльності в провінціях Африки.
У 550 році замінено на посаді Павлом, але залишався у Карфагені до 552 року. Подальша доля невідома, хоча висувається версія, що Афанасій міг очолювати розслідування в Лазіці, пов'язане зі вбивством тамтешнього володаря Губаза II.